# NGC 5245
NGC 5245 ist eine 14,2 mag helle Linsenförmige Galaxie mit aktivem Galaxienkern vom Hubble-Typ S0/a im Sternbild Jungfrau auf der Ekliptik. Sie schätzungsweise 304 Millionen Lichtjahre von der Milchstraße entfernt  und hat einen Durchmesser von etwa 70.000 Lichtjahren.
Im selben Himmelsareal befinden sich u. a. die Galaxien NGC 5213, NGC 5231, NGC 5246, NGC 5252.
Das Objekt wurde am 30. April 1864 von Albert Marth entdeckt.